# Dünnschwanz-Schlafbeutler
Der Dünnschwanz-Schlafbeutler (Cercartetus concinnus), auch bekannt als Südwestlicher Schlafbeutler, ist ein kleines Beuteltier, das ausschließlich in Australien vorkommt. Genetische Untersuchungen belegen, dass er ein nächster Verwandter der Dickschwanz-Schlafbeutler (C. nanus) ist und dass ihr gemeinsamer Vorfahre vor rund acht Millionen Jahren gelebt hat.

## Beschreibung
Im Unterschied zu seinen grauen Verwandten aus der Gattung Cercartetus hat der Dünnschwanz-Schlafbeutler eine helle, zimtfarbene Rückenseite. Die Bauchseite ist komplett weiß, was ihn ebenfalls von seiner Verwandtschaft unterscheidet. Vor den Augen ist das Fell ein wenig dunkler. Es besitzt große ovale Ohren, große Augen und lange Tasthaare. Der Schwanz ist lang, mehr gestreift als der Körper und wird als Greiforgan genutzt. An den Hinterfüßen haben sie opponierbare Zehen. Alle vier Füße besitzen robuste Ballen an den Spitzen der Zehen.
Im Vergleich zu anderen Possumarten ist der Dünnschwanz-Schlafbeutler einer der Kleinsten. Ausgewachsene Tiere erreichen eine Körperlänge von 5,7 bis 7,2 cm mit einem 7,7 bis 8,7 cm langen Schwanz. Das Körpergewicht von ausgewachsenen Tieren beträgt etwa 8 bis 21 g. Die Weibchen besitzen einen gut entwickelten Beutel, der in Kopfrichtung geöffnet ist und sechs Zitzen enthält. Mit einer Länge von 1,2 cm ist die Zunge für ein so kleines Tier ungewöhnlich lang.

## Verbreitung und Lebensraum

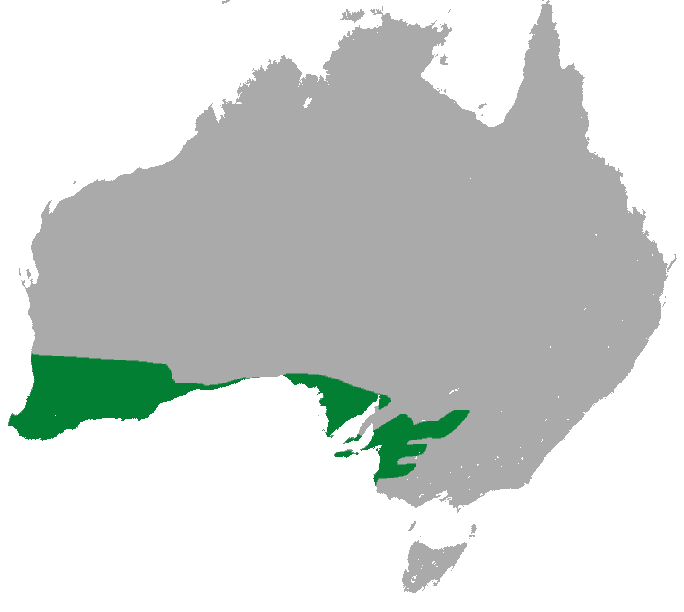
Verbreitungsgebiet

Die Dünnschwanz-Schlafbeutler kommen unregelmäßig sowohl im Südwesten von Westaustralien als auch im Getreidegürtel im Süden Australiens, auf der Känguru-Insel und in Victoria im Süden von Edenhope vor. Ebenfalls wurde es im entfernten südwestlichen Neusüdwales gesichtet und zählt dort zu den gefährdeten Arten. Es bewohnt semiaride Waldgebiet und Buschland dominiert durch Pflanzen wie Strauchkastanien, Myrtenheide, Banksia und Grevillea. Früher gab es zwei Unterarten, welche durch die Nullarbor-Ebene voneinander getrennt waren. Genetische Untersuchungen ergaben allerdings keinen klaren Unterschied zwischen den östlichen und westlichen Populationen. Mittlerweile ist die Art in der Nullarbor-Ebene nicht mehr heimisch, es gibt aber fossile Funde, die dies bestätigen.

## Verhalten und Ernährung
Der Dünnschwanz-Schlafbeutler ist ein Einzelgänger und nachtaktiv. Während des Tages verstecken sie sich in Baumlöchern oder natürlichen Spalten, Vogelnestern oder dichter Vegetation. In der Nacht sind sie auf der Suche nach Nahrung oder einem Partner. Typischerweise wandern sie jeden Tag (Nacht) etwa 50 m und besuchen so, abhängig von den lokalen pflanzlichen Ressourcen, verschiedene Gebiete im Verlaufe eines Jahres. Sie verbringen die meiste Zeit in den Bäumen und nutzen ihre Greifpfoten und den Greifschwanz, um sich festzuhalten, Nestmaterial zu sammeln oder Blumen zu öffnen, um den Nektar zu trinken. Sie erzeugen einen schnellen klappernden Laut.
Sie ernähren sich hauptsächlich von Nektar und Pollen, speziell von Pflanzen wie der Myrtenheide und Eukalyptus und spielen eine Rolle in der Pollenübertragung. Als Ergänzung fressen sie auch manchmal Insekten. Natürliche Feinde sind Beutelmarder, Schlangen, Eulen und seit der Kolonisation auch Rotfüchse und Hauskatzen.
Dünnschwanz-Schlafbeutler sind in der Lage, in einen Schlafzustand zu verfallen, wenn das Wetter zu kalt und rau ist. Dies erlaubt ihnen, Energie und Futterreserven zu sparen. Während der Starre, die höchstens sieben Tage andauern kann, fällt die Körpertemperatur auf die Umgebungstemperatur ab und der Sauerstoffverbrauch ist nur noch 1 % des normalen Verbrauches. Sie schlafen auf dem Bauch mit den Ohren über die Augen gefaltet und ihrem Schwanz aufgerollt unter ihrem Körper. Im Vergleich zu anderen Säugetieren gleicher Körpergröße erwachen sie sehr viel schneller aus ihrer Starre.

## Fortpflanzung
Die Dünnschwanz-Schlafbeutler gebären 4 bis 6 Junge und können sich das ganze Jahr über vermehren, aber üblicherweise findet dies im Frühling statt. Die Mutter trägt häufig mehr als 6 Embryos zur gleichen Zeit in ihrem Mutterleib. Aber da sie nur 6 Zitzen hat und sich Beuteltiere für längere Zeit an einer Zitze festsaugen, ist die maximale Anzahl an Jungen, die sie aufziehen kann, 6. Manchmal, wenn die Mutter ein Junges entwöhnt hat, gebärt sie nach wenigen Tagen bereits ein neues. Dies bedeutet eine starke Veränderung in der Größe ihrer Zitzen, um dem winzigen Neugeborenen das Trinken zu ermöglichen. Die Milchdrüsen produzieren dann wieder zunächst die sogenannte Erstmilch (Colostrum). Wenn die Jungen den Beutel verlassen, sind sie noch blind und etwa 25 Tage alt. Sie verweilen zunächst noch im Nest, sind aber mit etwa 50 Tagen völlig entwöhnt. Weibchen erreichen ihre sexuelle Reife mit etwa 12–15 Monaten.